# Pacto con el diablo (álbum)
Pacto con el Diablo es el primer álbum de la banda española de heavy metal Ángeles del Infierno, publicado el 1 de octubre de 1984.

## Alineación
- Juan Gallardo - Voz
- Robert Álvarez - Guitarra solista
- Manu Garcia - Guitarra rítmica y coros
- Santi Rubio - Bajo y coros
- Iñaki Munita - Batería

## Lista de canciones
| N.º | Título                      | Escritor(es)                   | Duración |  |
| 1.  | «Maldito sea tu nombre»     | Robert Alvarez                 | 3:42     |  |
| 2.  | «Rocker»                    | Robert Alvarez y Juan Gallardo | 2:52     |  |
| 3.  | «Unidos por el rock»        | Robert Alvarez                 | 3:11     |  |
| 4.  | «Esclavos de la noche»      | Robert Alvarez y Juan Gallardo | 3:14     |  |
| 5.  | «Sombras en la oscuridad»   | Robert Alvarez                 | 5:11     |  |
| 6.  | «El principio del fin»      | Robert Alvarez y Juan Gallardo | 3:35     |  |
| 7.  | «Condenados a vivir»        | Robert Alvarez y Juan Gallardo | 3:03     |  |
| 8.  | «Sangre»                    | Robert Alvarez y Manu Garcia   | 4:14     |  |
| 9.  | «No juegues con fuego»      | Robert Alvarez                 | 4:14     |  |
| 10. | «Es un pacto con el diablo» | Robert Alvarez                 | 3:06     |  |

## Sencillos
- "Maldito sea tu nombre"
- "Rocker"
- "Unidos por el rock"

## Créditos
- Brad Davis Mark Dodson Dennis Herman - Ingenieros
- Moya - Linos - Fotos Portada y Contraportada
- Rufino Vigil - Diseño

- Datos: Q6057023